# Kobylin-Borzymy (gmina)
Kobylin-Borzymy est une gmina rurale du powiat de Wysokie Mazowieckie, Podlachie, dans le nord-est de la Pologne. Son siège est le village de Kobylin-Borzymy, qui se situe environ 21 km au nord-est de Wysokie Mazowieckie et 34 km à l'ouest de la capitale régionale Białystok.
La gmina couvre une superficie de 119,6 km2 pour une population de 3 622 habitants.

## Géographie
La gmina inclut les villages de Franki-Dąbrowa, Franki-Piaski, Garbowo-Kolonia, Kierzki, Kłoski-Młynowięta, Kłoski-Świgonie, Kobylin-Borzymy, Kobylin-Cieszymy, Kobylin-Kruszewo, Kobylin-Kuleszki, Kobylin-Latki, Kobylin-Pieniążki, Kobylin-Pogorzałki, Kropiwnica-Gajki, Kropiwnica-Racibory, Kurowo-Kolonia, Kurzyny, Makowo, Milewo Zabielne, Mojki, Nowe Garbowo, Piszczaty-Kończany, Piszczaty-Piotrowięta, Pszczółczyn, Sikory-Bartkowięta, Sikory-Bartyczki, Sikory-Janowięta, Sikory-Pawłowięta, Sikory-Piotrowięta, Sikory-Tomkowięta, Sikory-Wojciechowięta, Stare Wnory, Stypułki-Borki, Stypułki-Święchy, Stypułki-Szymany, Wnory-Kużele, Wnory-Wandy et Zalesie Łabędzkie.
La gmina borde les gminy de Choroszcz, Kulesze Kościelne, Rutki, Sokoły, Tykocin et Zawady.